# RTV Seaport
RTV Seaport is de lokale radio,-televisiezender van de Nederlandse gemeente Velsen (IJmuiden. RTV Seaport is dan ook via de digitale tv te ontvangen in Noord-Holland en een groot deel van Zuid-Holland. Dit is een proef van kabelmaatschappij Ziggo. Daarom wordt er thans ook informatie over Haarlem, Beverwijk en Heemskerk uitgezonden.
RTV Seaport is de Radio en Televisie zender van de Velser Omroep Stichting. RTV Seaport werk intensief samen met regionale omroep NH. 

## Programma's
- Beeldkrant
- Reportages
- VideoClub Velsen
- Raadsplein Café
- Raadsplein Velsen, rechtstreeks verslag vanuit het stadhuis Velsen in IJmuiden van de raadsvergadering

verder worden er vaak nog reportages uitgezonden over actuele gebeurtenissen